# Lesley Manville
Lesley Manville (Brighton, 12 de março de 1956) é uma atriz britânica, notavelmente conhecida pelo seu papel de Margarida, Condessa de Snowdon na sexta temporada de The Crown, e pelos filmes All or Nothing [en] (2002) e Another Year (2010), pelos quais venceu o London Film Critics Circle, foi indicada ao Oscar de melhor atriz coadjuvante na edição de 2018 por Phantom Thread (2017).

## Filmografia
- Dance with a Stranger (1985) - Maryanne
- Sammy and Rosie Get Laid (1987) - Margy
- High Season (1987) - Carol
- High Hopes (1988) - Laetitia Boothe-Braine
- Secrets & Lies (1996)
- Milk (1999) - Fiona
- Topsy-Turvy (1999) - Lucy Gilbert
- Toy Boys (1999) - Mrs. Allen
- All or Nothing (2002) - Penny
- Vera Drake (2004) - Mrs. Wells
- The Great Ecstasy of Robert Carmichael (2005) - Sarah Carmichael
- Richard Is My Boyfriend (2007) - mãe
- Sparkle (2007) - Jill
- Another Year (2010) - Mary
- Womb (2010) - Judith
- Romeo & Juliet (2013) - enfermeira
- A Five Star Life (2013) - Katie Sherman
- Spike Island (2014) - Margaret
- The Christmas Candle (2014) - 	Bea Haddington
- Maleficent (2014) - Flittle
- Mr. Turner (2014) - Mary Somerville
- Rupture (2016) - Dr. Nyman
- Hampstead (2016) - Fiona
- Phantom Thread (2017) - Cyril Woodcock
- Maleficent: Mistress of Evil (2019) - Flittle
- Misbehaviour (2020) - Dolores Hope
- The Crown (6.ª temporada) (2023) - Margarida, Condessa de Snowdon
- Queer (2024) - Dra. Cotter